# ابن الصباغ المالكي
ابن الصَّبَّاغ المالكي علي بن محمد بن أحمد، نور الدين ابن الصَّبَّاغ (ذو الحجة 784 هـ – ذو القعدة 855 هـ/ مارس 1383– ديسمبر 1451) ھو محدث، حافظ، وفقيه في قرن 9 هـ ۔

## مولده ونشأته
ولد في العشر الأوّل من ذو الحجة سنة 784 هـ بـ مكة ونشأ بھا، فحفظ القرآن، والرسالة في الفقه، وألفیة ابن مالك، وعرضھا وعلیٰ: الشریف عبد الرحمن الفاسي، وعبدالوھّاب بن العفیف الیافعي، والجمال بن ظھیرۃ، وقریبه أبي السعود، وسعد النووي، وعليّ بن محمد بن أبي بكر الشیبی، ومحمد بن سلیمان بن أبي بكر البكری۔ وأجازوا له، وأخذ الفقه عن أوّلھم، والنحو عن الجلال عبد الواحد المرشدي، وسمع علی الزین المراغي سداسیات الرازي، وكتب الخطّ الحسن، وباشر الشھادۃ مع إسراف علیٰ نفسه، لكنّه كان ساكناً، مع القول بأنه تاب۔

## شیوخه
- أبي بكر عبد الله بن الحسين بن عمر المراغي زين الدين أبي محمد (المتوفي 816 ھـ)
- محمد بن محمد بن محمد بن سليمان البكري القاهري (المتوفي 851 ھـ)
- علي بن محمد بن أبي بكر البدري الشيبي الحجبي (المتوفي 815ھـ)
- محمد الجمال أبو المكارم بن ظهيرة (المتوفي 819 ھـ)
- عبد الوهاب بن عبد الله بن أسعد اليافعي المكي تاج الدين أبي محمد (المتوفي805 ھـ)
- عبد الواحد بن إبراهيم بن أحمد بن أبي بكر الفوى المرشدي جلال الدين (المتوفي 838 ھـ)

## وفاته
مات ابن الصباغ في ذو القعدة سنة 855 هـ، ودُفن بالمعلّاۃ مقبرة مأمن الله وإیّانا۔

## مصنفاته
- الفصول المهمة في معرفة أحوال الأئمة
- العبر فيمن شفه النظر
- تحریر النقول في مناقب اُمِّنا حّوا وفاطمة البتول
- قصائد في مدح أمیر المؤمنین